# Electron
Electron（原名为Atom Shell）是GitHub开发的一个开源框架。它通过使用Node.js（作为后端）和Chromium的渲染引擎（作为前端）完成跨平台的桌面GUI应用程序的开发。Electron现已被多个开源Web应用程序用于前端与后端的开发，著名项目包括GitHub的Atom和微软的Visual Studio Code。
一个基础的Electron包含三个文件：package.json（元数据）、main.js（代码）和index.html（图形用户界面）。框架由Electron可执行文件（Windows中为electron.exe、macOS中为electron.app、Linux中为electron）提供。开发者可以自行添加标志、自定义图标、重命名或编辑Electron可执行文件。

## 历史
- 2013年4月11日，Electron以Atom Shell为名起步。[12]
- 2014年5月6日，Atom以及Atom Shell以MIT许可证开源。[13]
- 2015年4月17日，Atom Shell改名为Electron。[14]
- 2016年5月11日，1.0版本发布。[15]
- 2016年5月20日，允许向Mac应用商店提交软件包。[16][17][18][19]
- 2016年8月2日，支持Windows商店。[20][21]

## 使用Electron构建的应用程序
下表列出了部分使用Electron构建的桌面应用程序，在官网能查到更多。
- Atom[23]
- Basecamp 3（英语：Basecamp (software)）[22]
- BitWarden（英语：Bitwarden）
- CrashPlan（英语：CrashPlan）[24]
- Cryptocat[22]
- Discord
- Emby Theater
- Etcher（英语：Etcher (software)）[25]
- GitHub客户端[26]
- Keybase
- Light Table
- Microsoft Teams[27]
- MongoDB Compass[22]
- QQNT
- Shift[22]
- Signal
- Skype[22]
- Slack[28]
- Symphony Chat（英语：Symphony Communication）[29]
- Twitch.tv
- Unity Hub
- Visual Studio Code[30][31]
- WebTorrent（英语：WebTorrent）[22]
- Wire[32]
- Yammer